# 郑州绥靖公署
郑州绥靖公署是1945年12月底至1947年3月设立的国民革命军的一个绥靖公署。

## 历史
1945年12月21日发表第五战区改为郑州绥靖公署。管辖河南全省、山东的菏泽、济宁、聊城3个专署，山西的晋城、长治2个专署。1946年1月1日正式成立。设于郑州吕祖庙（今位于大同路东端路北，后改为河南成省武警总队招待所）。
- 主任劉峙（1945年12月20日至1946年9月）
- 副主任胡宗南、刘汝明、孙震、1946年5月张轸（河南挺进军指挥官兼第十三军军长）
- 参谋长赵子立/盛文
  - 副参谋长余庭辉
- 秘書長年恨吾
- 第一处（作战）：设3科1室
  - 地形科科长袁培经
- 第二处（情报）：设4科1室1谍报队
- 第三处（宣传）：设5科2室2个剧团
  - 绥靖公署机关报《群力报》
  - 《军中旬刊》
- 第四处（经理）：设3科2站1个运输队
  - 民政科长巫天然
- 政工处汤晶
- 政務處長谢仁钊
- 处长劉暨
- 总务处长陈祺
- 交通处长姜铁心
- 联勤总部郑州分监部兵站总监谢家齐
  - 5个军需补给站（兵站）
- 第四绥靖区：驻商丘。司令官刘汝明兼
- 第五绥靖区：驻封丘。司令官孙震兼，副司令官兼第四十七军军长陈鼎勋
- 第十一绥靖区：驻郑州。司令官李振清兼
- 第十二绥靖区：驻新乡。司令官王仲廉兼
  - 张敬忠的河南省第四区保安第一旅
  - 王三祝的河南省保安第二旅
- 第十三绥靖区：驻南阳。司令官王凌云兼

1946年6月18日，蒋介石电令刘峙「统一指挥五、六两绥署之部队围歼李先念部」。刘峙率领30万大军围攻位於中原地區的李先念部共产党军队，共产党军队中原突围。1946年9月受定陶战役整编第三师赵锡田部被全歼，赵是顾祝同的外甥，其家属到南京国防部哭诉控告刘峙见死不救。受此牵连，1946年10月免去刘峙所有職務，改任战略顾问委员会上将委员，闲居上海迪化路公馆里过寓公生活。郑州绥靖主任大换班：
- 主任顧祝同
- 副主任范汉杰
- 第二处少将副处长范树德（1946年12月底-）

1947年3月5日郑州绥靖公署改为陆军总司令部徐州司令部郑州指挥所，顾祝同兼主任，辖整编第二十六军和第四绥靖区。不久陆军副总司令兼徐州司令部副司令范汉杰兼任郑州指挥所主任。由陆总徐州司令部统一指挥。
1947年5月18日，参谋总长陈诚撤销第五绥靖区。5月26日，第五绥靖区奉令并入陆军总司令部郑州指挥所；进攻沂蒙山区共军的主力第一兵团司令汤恩伯被撤职，范汉杰卸任郑州指挥所主任调青岛接任第一兵团司令官；孙震继任郑州指挥所主任（称病回成都）、原任第一兵团副司令的李延年为郑州指挥所副主任。1947年6月5日李延年接任郑州指挥所主任，1947年秋改任第二兵团司令官。孙震直至1947年入冬才就职郑州指挥所主任。
- 主任范汉杰/李延年/孙震
- 副主任张世希
- 参谋长韩文源
- 副参谋长李循道
- 秘书长卢旭全

1948年1月，由于开封、许昌、洛阳相继被解放军攻占，郑州成为孤点，且顾祝同调任参谋总长，刘峙接任徐州剿总总司令官，孙震任徐州剿匪总司令部副总司令兼郑州指挥所主任。1948年6月孙震调任华中剿匪总司令部副总司令兼川鄂边区绥靖公署主任；撤销郑州指挥所，改为徐州剿总前进指挥部（杜聿明），指挥各机动兵团与解放军作战。豫北的第十二绥靖区移驻郑州。